# 이즈하코네 철도

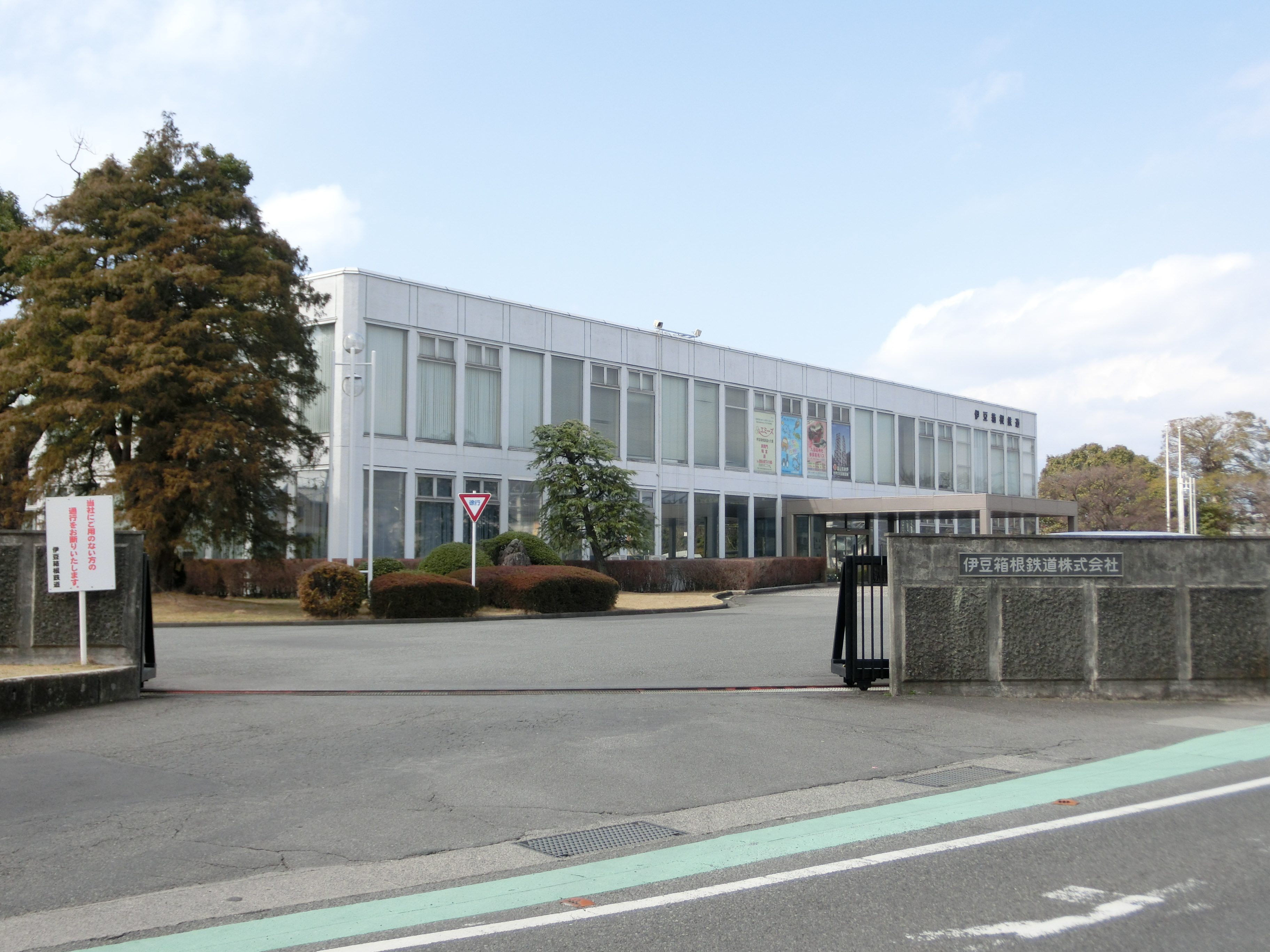

이즈하코네 철도는 일본의 가나가와현 및 시즈오카현에서 철도 노선을 운영하는 민간 기업이다. 세이부 철도의 자회사이며 현재는 주식은 공개되지 않았다. 분사는 시즈오카 현 미시마시에 있다. 버스 사업은 2006년에 양도하였다.

## 주된 사업

### 철도 사업
- 슨즈 선
- 다이유잔 선
- 고마가타케 삭도선
- 줏코쿠 강삭선

### 선박 사업
- 아시노코 유람선 (하코네 선박 영업소)

## 같이 보기
- 일본의 철도 회사 목록